# Jean Clouet
Jean Clouet cel tânăr (n. 1480, la Bruxelles — d. 1541 la Paris) este un pictor portretist francez.

## Biografie
Jean Clouet provine dintr-o familie de pictori.
A fost pictorul curții în timpul lui Francisc I și a pictat multe portrete în pastel ale membrilor curții franceze. 

## Opera
Portretele realizate de el sunt pictate pe panouri de mici dimensiuni. Fețele modelelor sunt luminate cu o lumină egală, iar mâinile așezate în prim plan. Pe la anul 1525, el realizează portretul lui Francisc I la 20 de ani. Un mare număr dintre picturile sale se păstrează la Muzeul Condé la Chantilly. Portretul lui Guillaume Budé se păstrează la Muzeul de Artă Metropolitan din New York, iar portretul lui Francisc I se poate admira la Muzeul Luvru din Paris.
Este tatăl lui François Clouet.

### Desene

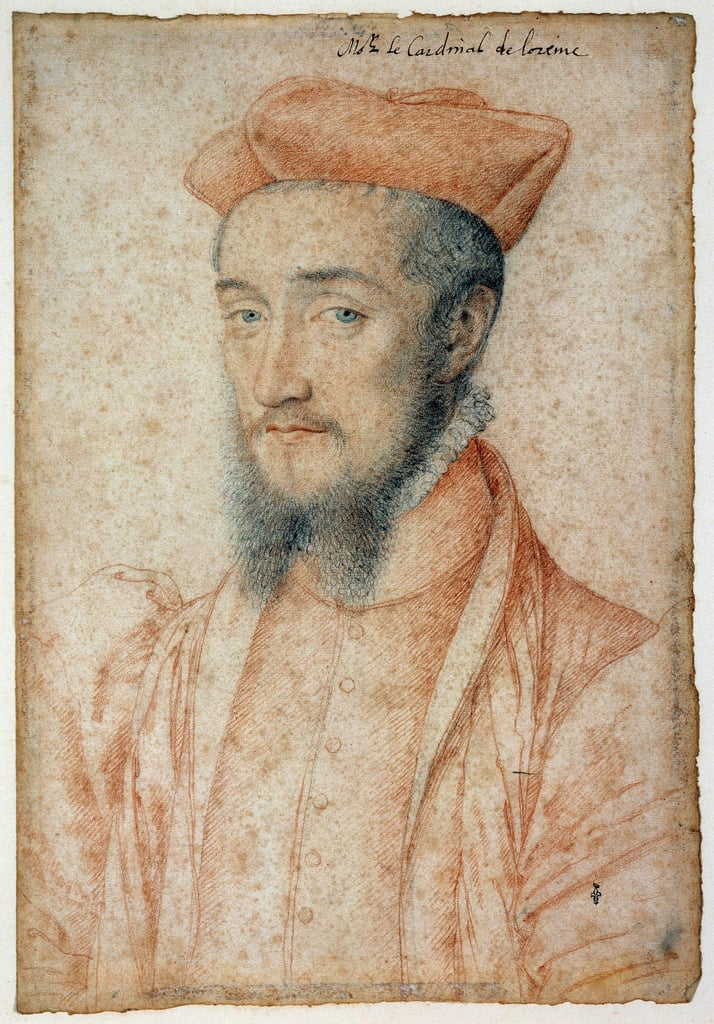
Charles de Lorraine, cardinal
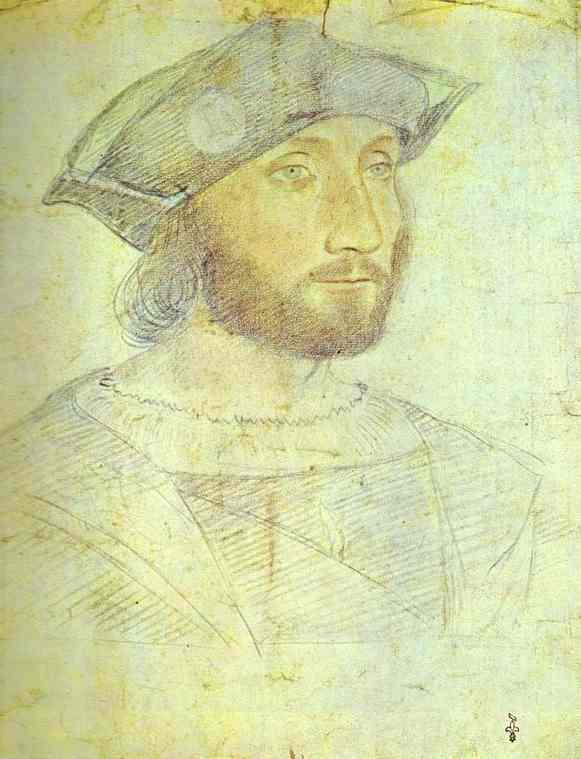
Guillaume Gouffier de Bonnivet
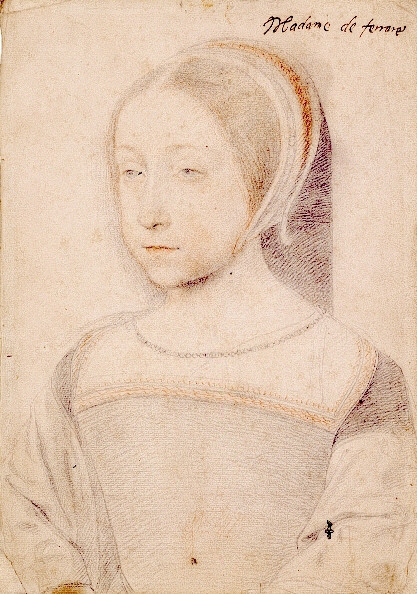
Renée de France
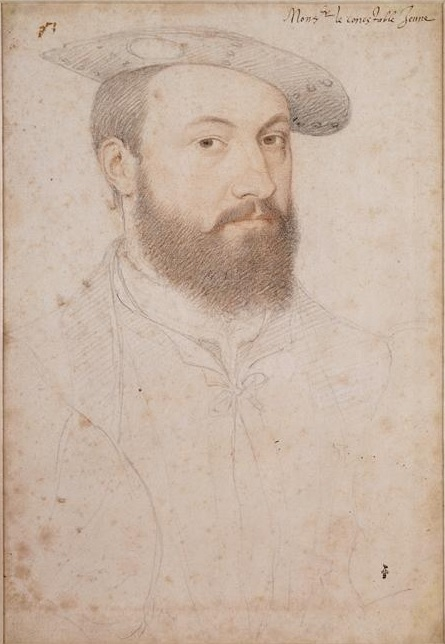
Anne de Montmorency, mareșal al Franței

### Picturi

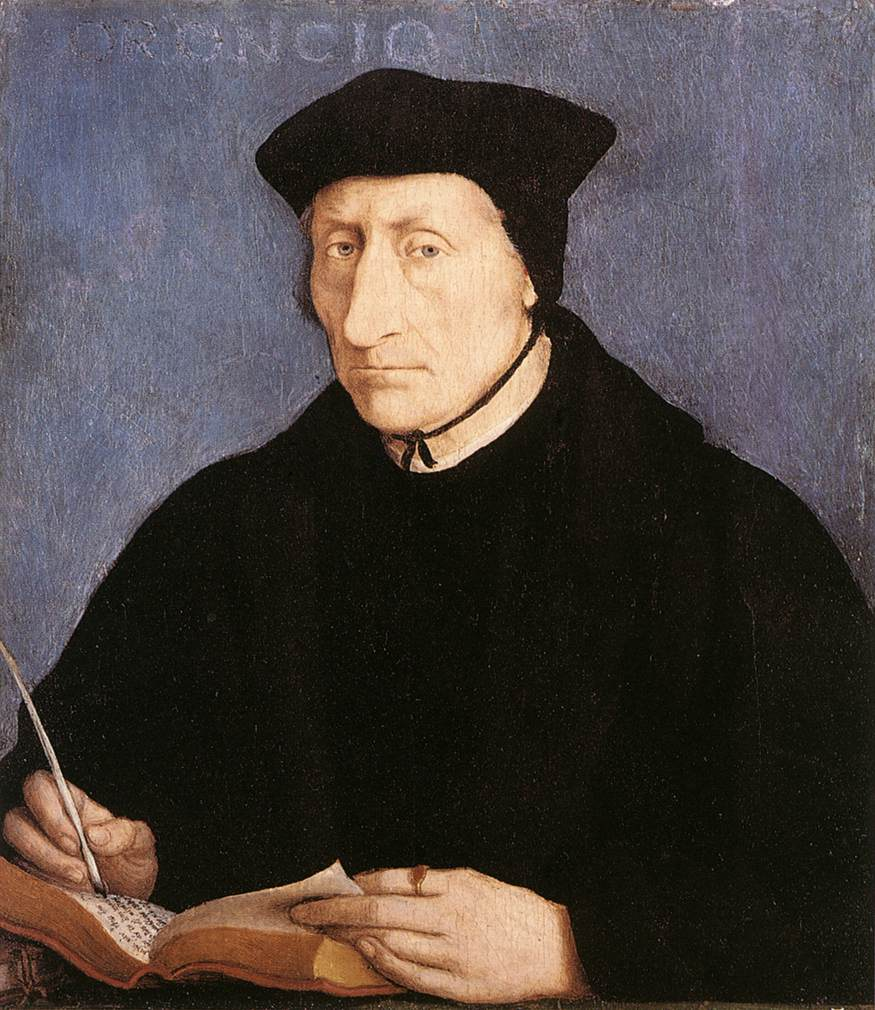
Guillaume Budé
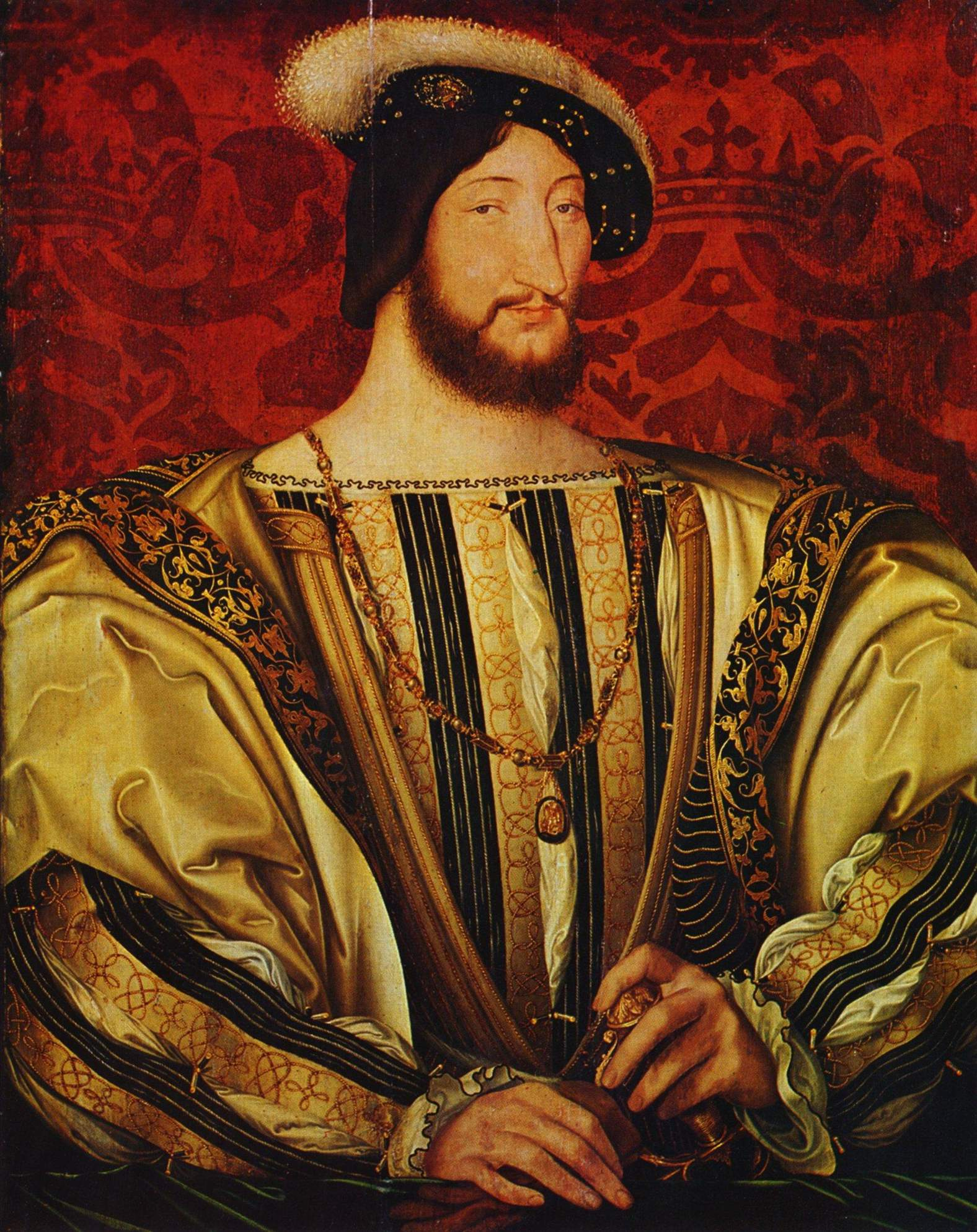
Francisc I
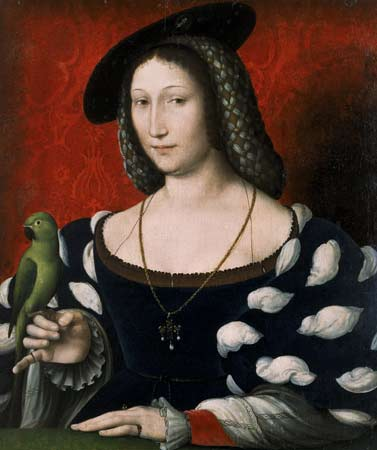
Marguerite d'Angoulême
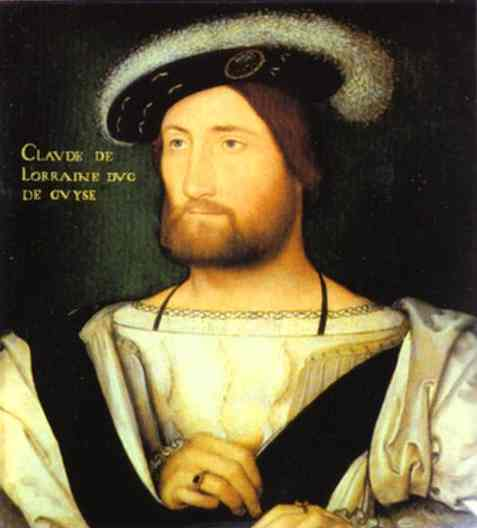
Claude de Lorraine, duce de Guise